# Prakash Singh Chib

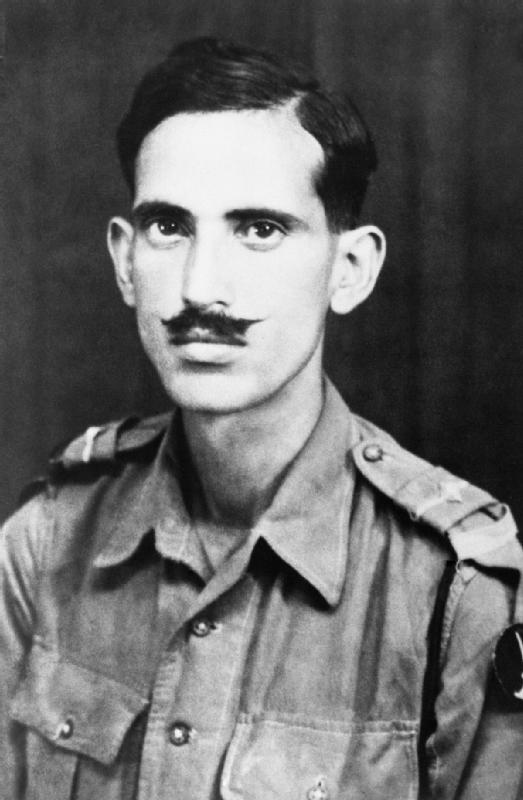
Jemadar Prakash Singh Chib

Prakash Singh Chib, född den 1 april 1913, stupad i strid den 17 februari 1945, var en jemadar vid 13th Frontier Force Rifles, Brittisk-indiska armén. Han belönades postumt med Viktoriakorset när han som plutonchef i Burma ledde sin pluton i en försvarsstrid mot överlägsna fientliga styrkor. Han blev därvid sårad två gånger men fortsatte ändå att leda plutonen till han stupade.